# Večerní modlitba (Book of Common Prayer)
Večerní modlitba (anglicky Evening Prayer, někdy také Evensong, zvláště je-li zpívaná) je spolu s ranní modlitbou součástí denní modlitby anglikánské církve. Odpovídá zhruba nešporám v římskokatolické církvi. Pro kněžstvo je tato modlitba ve většině anglikánských církví povinná, mohou se ji však modlit i laici. Je možné ji v rámci společenství v kostele podle místních zvyklostí nebo o samotě.

## Charakteristika
Je součástí Knihy společných modliteb (Book of Common Prayer), jejíž základní podobu vytvořil arcibiskup Thomas Cranmer v 17. století. Jejím účelem bylo přeložit, pro britské účely upravit, zjednodušit a sjednotit složité latinské rituály. Vychází z římskokatolické potridentské denní modlitby církve, konkrétně z nešpor a kompletáře, je však výrazně zjednodušena a obsahuje méně proměnlivých částí.

## Obsah
Večerní modlitbu obvykle tvoří:
- kajícný úvod, složený z několika biblických veršů, všeobecné výzvy k pokání a všeobecného vyznání hříchů a rozhřešení (stejně jako u ranní modlitby),
- Otčenáš,
- krátké responsorium („Pane, otevři mé rty a má ústa Tě budou chválit, Pane, pospěš mi pomáhat.“, Sláva Otci, „Chvalte Pána, budiž jméno Páně pochváleno.“)
- žalmy a starozákonní čtení podle ročního rozvrhu,
- Magnificat, namísto něho může být použit žalm 98, pokud není v denních žalmech,
- novozákonní čtení podle ročního rozvrhu,
- Nunc dimittis, může se nahradit žalmem 57, není-li už v denních žalmech,
- Apoštolské vyznání víry,
- Pozdravení: „Pán s vámi, i s duchem tvým“,
- Kyrie,
- druhý Otčenáš,
- delší responsorium („Pane, prokaž nám své milosrdenství a daruj nám svou spásu. Pane, chraň krále/královnu a milostivě vyslyš nás, kteří k Tobě voláme. Daruj svým kněžím spravedlnost a radost vyvolenému lidu. Pane, zachraň svůj lid a požehnej svému dědictví, daruj pokoj naší době, Pane, neboť nikdo za nás nebojuje, jen Ty, Pane. Pane, očisti naše srdce a Ducha svatého nám neodnímej.“)
- tři kolekty, první z nich je proměnlivá denní modlitba, druhá je prosba o bezpečný spánek a třetí prosba o pomoc v nebezpečí,
- hymnus,
- modlitba za krále/královnu, královskou rodinu, kněžstvo a lid,
- modlitba sv. Jana Zlatoústého,
- závěrečné požehnání (2Kor 13, 14 (Kral, ČEP))

Biblická čtení jsou zvolena tak, aby se v průběhu roku přečetla celá bible, čtení ze žalmů jsou uspořádána tak, aby byl v ranní i večerní modlitbě přečten celý žaltář v průběhu třiceti dnů (v únoru se poslední žalmy vynechávají, naopak v měsících, které mají 31 dnů, se 31. opakují žalmy z předchozího dne).
Často se celá liturgie s výjimkou čtení a úkonu kajícnosti zpívá (odtud název Evensong - večerní píseň), kantika Magnificat a Nunc dimittis se často zpívají v latině. Existuje nesčíslné množství zhudebnění tohoto textu, od roku 1926 je vysílá také BBC.